# Heterodontus portusjacksoni

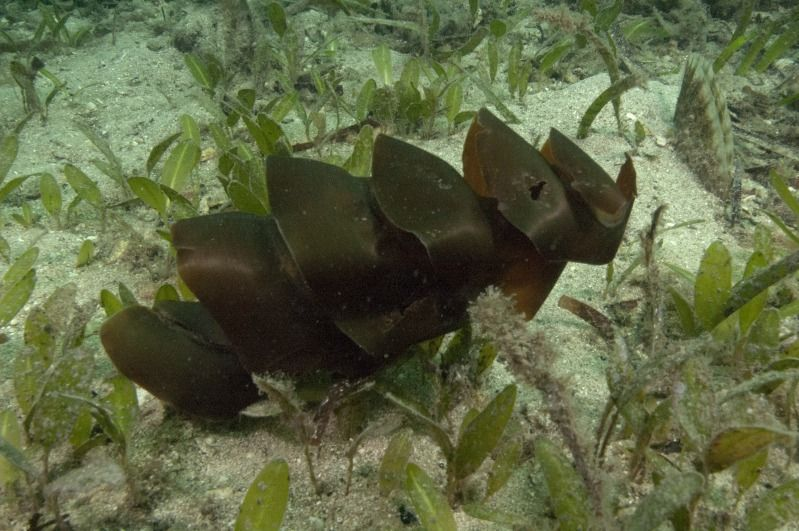
Un uovo di squalo di Port Jackson

Lo squalo di Port Jackson (Heterodontus portusjacksoni Meyer, 1793), è un tipo di Heterodontiformes della famiglia degli Heterodontidae, che si trova presso le regioni costiere dell'Australia meridionale, compresa la zona di Port Jackson. Presenta una grossa testa con spigoli prominenti sulla fronte e dei segni di colore marrone scuro a forma di briglie sul corpo di colore grigio-marrone più chiaro. In questa specie si è riscontrata una lunghezza massima di 1.67 m.
Lo squalo di Port Jackson è una specie migratrice, che si sposta verso Sud durante l'estate e ritorna a Nord per l'accoppiamento durante l'inverno. Si nutre soprattutto di molluschi a guscio duro, crostacei, ricci di mare, e di pesci.

## Respirazione
Lo squalo di Port Jackson ha 5 fessure branchiali: la prima contiene una sola fila di filamenti branchiali, le altre ne contengono una coppia. Queste ultime fessure sono inoltre dotate di uno strato di tessuti muscolari e connettivi chiamato septum. La specie possiede inoltre dietro ad ogni occhio un organo respiratorio accessorio chiamato spiracle, o sfiatatoio. In corrispondenza della cima e del fondo di ogni fessura, si trovano dei risvolti delicati e molto vicini uno all'altro che si chiamano lamellae secondarie. Proprio in corrispondenza di queste lamellae avviene il vero e proprio scambio gassoso. Ogni lamella è dotata di minuscole arterie, che trasportano il sangue in direzione opposta rispetto all'acqua che scorre al di sopra delle arterie stesse. Per compensare la bassa concentrazione di ossigeno presente nell'acqua marina, essa passa sulle lamellae secondarie venti volte più lentamente rispetto a quanto l'aria resta a contatto con gli alveoli polmonari umani. Questo ritardo permette all'ossigeno sciolto in acqua di diffondersi nel sangue dell'animale.
Gli Squali di Port Jackson riescono a nutrirsi ed a respirare contemporaneamente. Questa caratteristica è inusuale per uno squalo; la maggior parte delle altre specie infatti deve nuotare con la bocca spalancata per forzare l'acqua a venire in contatto con le branchie. Lo Squalo di Port Jackson invece, pompa l'acqua all'interno della prima fessura branchiale, facendola uscire dalle altre quattro. In questo modo, la respirazione può avvenire anche in condizioni di immobilità del corpo. La specie riesce quindi a giacere sul ventre per lunghi periodi.

## Riproduzione
L'accoppiamento avviene generalmente in tardo inverno ed all'inizio della primavera. Durante questo periodo si possono osservare grandi quantità di Squali di Port Jackson appoggiati sul fondo dell'oceano all'interno di grotte o in altri luoghi riparati. Si recano di solito nelle stesse zone dell'anno precedente per l'accoppiamento, spesso addirittura nella stessa grotta o nella stessa gola. Questa specie compie migrazioni, lunghe fino ad 800 km, verso Sud d'estate e verso Nord d'inverno. Le femmine depongono circa 15 uova a forma di cavatappi, dentro crepe nella roccia o in mezzo alle Laminariae. Le uova sono a spirale, ruvide, di colore scuro, larghe circa 7–8 cm e lunghe circa 15 cm. Appena deposte sono più morbide e si induriscono col tempo. Prima che si schiudano trascorrono dai 10 ai 12 mesi. In seguito il cucciolo è abbandonato a sé stesso fin dalla nascita. La maturità sessuale viene raggiunta tra gli 8 ed i 10 anni d'età nei maschi, tra gli 11 ed i 14 nelle femmine.

## Digestione

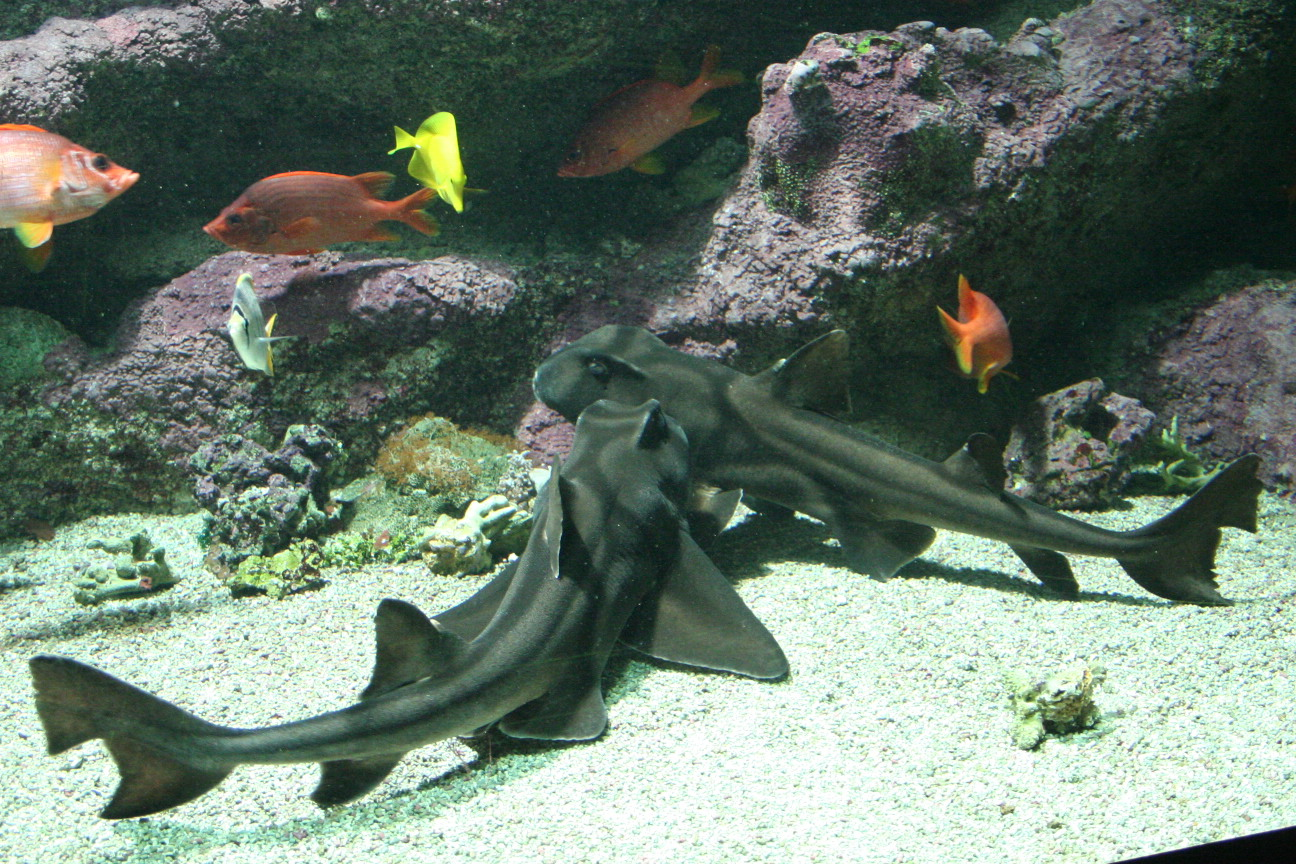
Una coppia di Heterodontus portusjacksoni ad Oceanapolis, presso Brest, in Francia

La digestione può richiedere un lungo lasso di tempo. Il cibo si muove dalla bocca verso lo stomaco a forma di J, dove viene immagazzinato e la digestione inizia il suo corso. Gli scarti vengono espulsi direttamente dalla bocca e non procedono nella digestione. Questi squali riescono a ribaltare lo stomaco verso l'esterno per compiere questa operazione.
Una delle più grandi differenze nell'apparato digerente di uno squalo rispetto a quello di un mammifero è un intestino molto più corto. La dimensione ridotta viene compensata dalla presenza di una valvola a spirale con molte curvature all'interno di un'unica breve sezione che sostituisce il lungo intestino a forma di tubo dei mammiferi. La valvola fornisce una grande superficie per la digestione, che trattiene il cibo finché non è completamente digerito, per poi far passare solo i prodotti di rifiuto. Un importante organo di conseguenza è l'enorme fegato, che spesso riempie quasi completamente la zona cava del corpo.